# Deduszobek Bebi
Deduszobek, más néven Bebi (ddw-sbk bbỉ) magas rangú ókori egyiptomi hivatalnok volt a XIII. dinasztia korának vége felé. A vezír írnokaként szolgált, ami azt jelentette, a vezír helyetteseként működött.

## Családja
Apja Szobekhotep háznagy volt, anyja Hapiu. Fivére, Nebanh „a király ismerőse” címet viselte I. Noferhotep idején, és fő háznagy volt IV. Szobekhotep alatt. Deduszobek feleségét Duatnofretnek hívták. Lánya Nubhaesz volt, egy máig azonosítatlan uralkodó felesége. Deduszobek fia, Szobekemszaf „Théba hírnöke” volt. Egy másik fia, Nebszumenu királyi pecsétőr és írnok volt.

## Említései
Deduszobeknek számos említése maradt fenn. Thébából került elő fia, Szobekemszaf szobra, melyen „a felső-egyiptomi Tízek nagyja, Deduszobek Bebi” néven említik apját. Egy ismeretlen lelőhelyű, töredékesen fennmaradt szobortalapzaton már halála után említik: „a felső-egyiptomi Tízek nagyja, Deduszobek Bebi, az igaz hangú”. Abüdoszban a vezír nagy írnokaként említik egy sztélén, melyhez Oziriszhez szóló himnusz olvasható.